# Torny-le-Petit
Torny-le-Petit, appelé également Torny-Pittet, est un hameau suisse du canton de Fribourg, situé sur le territoire de la commune de Torny dans le district de la Glâne.

## Histoire
Ce village de crête s'étire sur un site figurant sur le tracé de l’ancienne route romaine Avenches-Vevey. Sous l’Ancien Régime, il faisait partie de la seigneurie de Montagny. Il comprend aujourd'hui des fermes du XIXe siècle.
Il est répertorié à l'inventaire fédéral des sites construits à protéger en Suisse.
Torny-le-Petit faisait partie de la commune de Middes jusqu'en 2004, date à laquelle Middes a fusionné avec Torny-le-Grand pour former la commune de Torny.

## Population et société

### Surnom
Les habitants de la commune sont surnommés lè Pèta-Tsôdare, soit ceux qui font éclater les chaudières en patois fribourgeois. 

## Patrimoine bâti
L'église Saint-Martin, de 1813-1817, a été transformée et réaménagée avec un agrandissement des fenêtres en 1897-1898, restaurée en 1984. Elle possède un décor peint éclectique, unique en son genre dans le canton de Fribourg, de 1897-1898. Autels en marbre blanc. Maître-autel consacré en 1917. Les verrières installées en 1989 illustrent des scènes merveilleuses de la vie de saint Martin. Elles ont été conçues par le peintre Claude Sandoz qui a signé là ses premiers vitraux. Exécution par les verriers Geneviève et Marie-Pierre Monferini.